# Nantua
Nantua (pronunciado /nɑ̃.t̪ɥa/) es una comuna francesa situada en el departamento de Ain, del cual es una subprefectura, de la región de Auvernia-Ródano-Alpes. Es la cabecera del distrito de su nombre y el bureau centralisateur del cantón de su nombre. 
Los habitantes se llaman Nantuatiens.

## Geografía

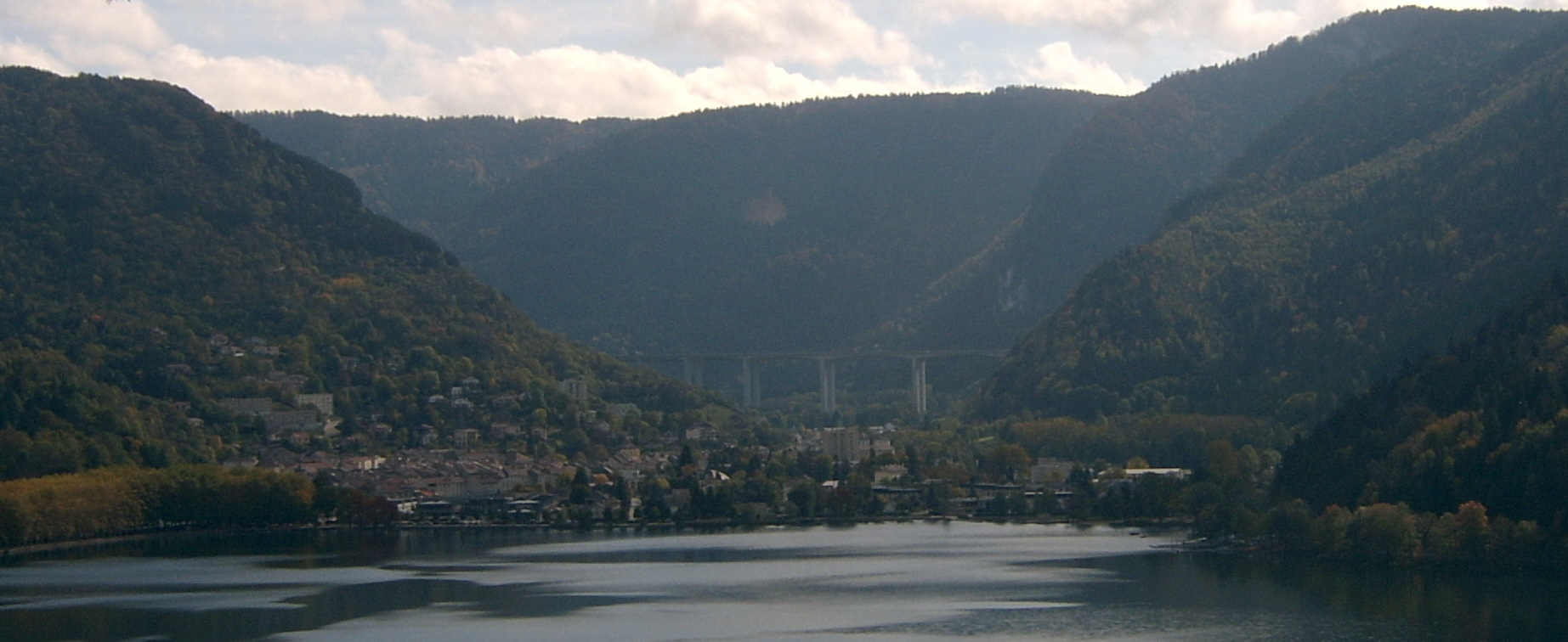
Lago de Nantua.

Se encuentra junto al lago de su nombre (lac de Nantua) y con acceso a las autopistas A40 y A404. Se ubica en la región centro-este del país a poca distancia de la frontera con Suiza y está emplazada sobre las costas del lago homónimo.

## Demografía
| 2 760 | 2 997 | 3 265 | 3 560 | 3 440 | 3 572 | 3 602 | 3 902 | 3 693 | 3 524 | 3 446 |
| Para los censos de 1962 a 1999 la población legal corresponde a la población sin duplicidades (Fuente: INSEE [Consultar]) |       |       |       |       |       |       |       |       |       |       |